# UkrAhroKom Hołowkiwka
UkrAhroKom Hołowkiwka (ukr. Футбольний клуб «УкрАгроКом» Головківка, Futbolnyj Kłub "UkrAhroKom" Hołowkiwka) – ukraiński klub piłkarski z siedzibą we wsi Hołowkiwka w obwodzie kirowohradzkim. Założony w roku 2008, rozwiązany latem 2014.
W latach 2011–2014 występował w rozgrywkach ukraińskiej Drugiej Lihi.

## Historia
Chronologia nazw:
- 2008—2014: UkrAhroKom Hołowkiwka (ukr. «УкрАгроКом» Головківка)

Klub Piłkarski UkrAhroKom Hołowkiwka został założony we wsi Hołowkiwka w roku 2008. W 2008 debiutował w mistrzostwach obwodu kirowohradzkiego, gdzie zajął 3. miejsce, a w następnym roku został wicemistrzem i zdobył Puchar. W 2010 zdobył mistrzostwo i Puchar obwodu. W 2009 debiutował w rozgrywkach Amatorskiego Puchar Ukrainy, a w 2010 w rozgrywkach Amatorskiej Lihi.
20 czerwca 2011 otrzymał status klubu profesjonalnego i w lipcu 2011 roku debiutował w Drugiej Lidze.
W lipcu 2014 po przyłączeniu do FK Ołeksandrija zaprzestał działalność.

## Sukcesy
- mistrz obwodu kirowohradzkiego: 2010
- wicemistrz obwodu kirowohradzkiego: 2009
- brązowy medalista mistrzostw obwodu kirowohradzkiego: 2008
- zdobywca Pucharu obwodu kirowohradzkiego: 2009, 2010, 2011

## Trenerzy
- 2008–...:  Jurij Hura

## Inne
- FK Ołeksandrija
- Zirka Kirowohrad